# Francesca da Rimini
Francesca da Rimini, také Francesca da Polenta (1255 – 1285) byla krásná dcera Guida da Polenta z Ravenny. Byla současnicí Danteho Alighieri a vstoupila do jeho Božské komedie.
Aby Guido da Polenta ukončil svár s rodinou Malatesta z Rimini, rozhodl se, že provdá svou dceru za dědice domu Malatesta, Giovanniho. Giovanni byl však tělesně znetvořený a chromý. Protože Guido věděl, že by se jeho dcera sňatku bránila, vystupoval jako prostředník Giovanniho hezký bratr Paolo. Francesca odhalila podvod až ráno po její svatební noci.
Paolo a Francesca se do sebe zamilovali, povzbuzeni četbou příběhu o Lancelotovi a Guinevře. Giovanni odhalil jejich milostný poměr a oba zabil.

## Ohlas v umění
- Literatura:
  - Dante Alighieri: Božská komedie, 5. zpěv (1308 – 1321).
  - John Keats: Sen. Po četbě Dantova příběhu o Paolovi a Francesce. Sonet.
  - Paul Heyse: Francesca da Rimini. Novela.
- Drama:
  - Silvio Pellico: Francesca da Rimini (1815). Drama.
  - George Henry Boker: Francesca da Rimini (1853). Drama.
  - Jan Neruda: Francesca da Rimini (1860). Tragédie, námět od Danteho.
  - Gabriele d'Annunzio: Francesca da Rimini (1901). Drama. Napsáno pro Eleonoru Duse.
- Malířství a sochařství:
  - Jean Auguste Dominique Ingres: Paolo a Francesca (1819). Olej na plátně. Musée des Beaux-arts, Angers.
  - Ary Scheffer: Francesca da Rimini a Paolo Malatesta (1855). Olej na plátně. Louvre, Paříž.
  - Alexandre Cabanel: Smrt Francescy da Rimini a Paola Malatesty (1870). Olej na plátně. Musée d'Orsay, Paříž.
  - Auguste Rodin: Polibek (1888). Socha. Musée Rodin, Paříž.
  - Anselm Feuerbach: Francesca da Rimini a Paolo při četbě o „Lancelotovi a Guinevře“.
- Hudba:
  - Saverio Mercadante: Francesca da Rimini (1831). Opera.
  - Ambroise Thomas: Françoise de Rimini (1874). Opera.
  - Hermann Goetz: Francesca da Rimini (1875/76). Opera.
  - Petr Iljič Čajkovskij: Francesca da Rimini (1876). Symfonická báseň.
  - Eduard Nápravník: Francesca da Rimini (1902). Opera.
  - Sergej Rachmaninov: Francesca da Rimini (1906). Opera.
  - Riccardo Zandonai: Francesca da Rimini (1914). Opera podle Gabriele d'Annunzio.